# Oldřichovské háje a skály

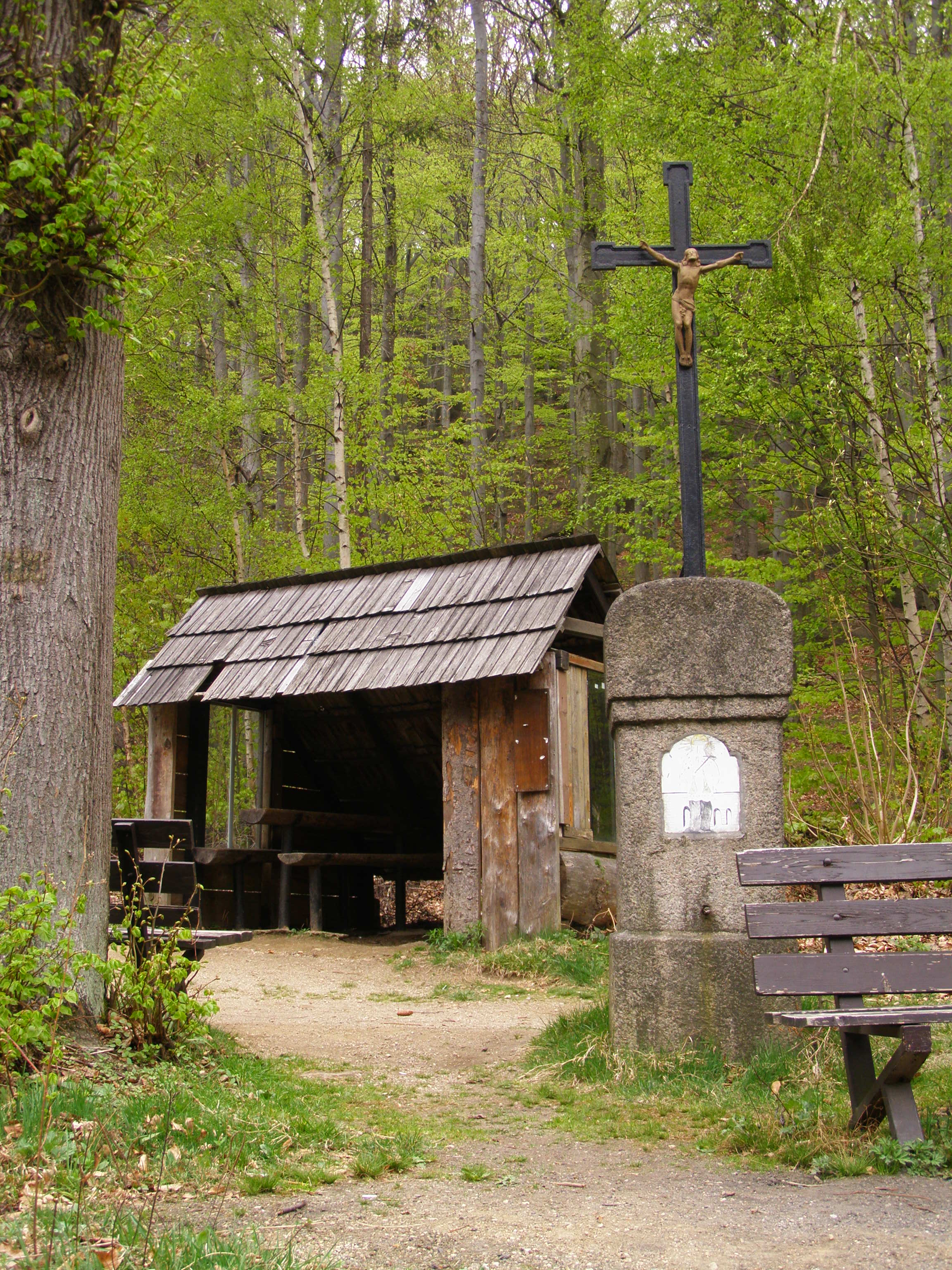
Oldřichovské sedlo

Oldřichovské háje a skály je naučná stezka v Jizerských horách, vedená částečně skalním městem nad Oldřichovem v Hájích. Celková délka trasy je 5–10 km a na ní návštěvník najde deset informačních panelů, seznamujících s přírodními zajímavostmi a historií oblasti. Původní stezka byla vytvořená v roce 1986, současná pochází z roku 2003.

## Průběh trasy
Stezka začíná v Oldřichovském sedle, naproti motorestu Hausmanka, odkud míří okolo skalního útvaru Sněhulák na vrch Kopřivník a okolo skal Gorila, Oldříšek, Skalní brána k horolezci velmi oblíbené Lysé skále. Po svahu Stržového vrchu se dostává na rozcestník Skalní hrad, kde je možno odbočit ke Skalnímu hradu u Raspenavy. Až k Hřebenovému buku jde souběžně se zelenou turistickou značkou, tady se na chvíli připojuje i žlutá. Naučná stezka pokračuje okolo Temné věže, Skalní brány a Guttenbergovy skály až k rozcestníku Pod Špičákem, kde zelenou značku opouští a po žluté se přes Špičák, okolo Důlní skály a Kříži na Scheibe vrací k Hřebenovému buku a po modré se stáčí k Oldřichovu v Hájích. Kousek před Oldřichovem však modrou turistickou značku opouští a lesní cestou se vrací do Oldřichovského sedla.